# (603) Timandre
Pour les articles homonymes, voir Timandra (homonymie).

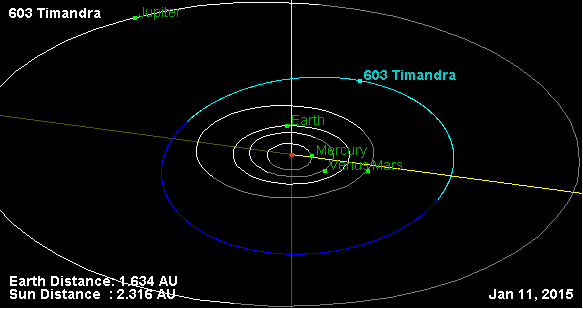
Représentation de (603) Timandra

(603) Timandre, internationalement (603) Timandra, est un astéroïde de la ceinture principale  découvert par Joel Hastings Metcalf le 16 février 1906.
Il a été ainsi baptisé en référence à une guérisseuse de la mythologie grecque, dont le nom sert parfois à désigner le Croton, variété d'Euphorbiacée.